# Ksawerów (województwo świętokrzyskie)
Ksawerów – wieś sołecka w Polsce położona w województwie świętokrzyskim, w powiecie pińczowskim, w gminie Działoszyce.
W latach 1975–1998 miejscowość administracyjnie należała do województwa kieleckiego.
| SIMC    | Nazwa  | Rodzaj    |
| ------- | ------ | --------- |
| 0237370 | Łabędź | część wsi |

Pod koniec XIX w. Łabędź był kolonią i osadą fabryczną w gminie Sancygniów i należał do parafii Działoszyce. Była tam fabryka cykoryi, która w 1876 r. wyrobiła 30000 pudów, wartości 20000 rs. Kolonia ta należała do dóbr Chmielów. Położona obok była kolonia Ksawerów, w której była fabryka mydła i świec, należała do gminy i parafii Sancygniów.